# Erika Tersmeden
Anna Erika Matilda Tersmeden, född 7 mars 1854 i Maria Magdalena församling, Stockholm, död 26 februari 1935 i Hedvig Eleonora församling, Stockholm, var en svensk kvinnosaksvkinna. Hon var ordförande för Föreningen för kvinnans politiska rösträtt i Mölnbo.
Hon var dotter till Per Reinhold Tersmeden och syster till Minna Tersmeden.